# جان برازان
جان برازان، روستایی از توابع بخش مرکزی شهرستان تفت در استان یزد ایران است.

## جمعیت
این روستا در دهستان شیرکوه قرار دارد و براساس سرشماری مرکز آمار ایران در سال ۱۳۸۵، جمعیت آن ۲۹۰ نفر (۸۴خانوار) بوده‌است.